# Ligament triangulaire du poumon
Le ligament triangulaire du poumon, constitué par deux lames antérieure et postérieure formées chacune par les deux feuillets pleuraux accolés. Il relie le hile pulmonaire au
diaphragme. La lèvre postérieure du ligament triangulaire du poumon droit pousse un prolongement en arrière de l'œsophage constituant le récessus inter-azygo-œsophagien. La lèvre postérieure du ligament triangulaire du poumon gauche pousse de même un prolongement en arrière de l'œsophage constituant le récessus inter-aortico-œsophagien. Ces deux récessus sont reliés en arrière de l'œsophage par le ligament inter-pleural appelé aussi ligament de Morosow.